# 2002-es labdarúgó-világbajnokság (C csoport)
A 2002-es labdarúgó-világbajnokság C csoportjának mérkőzéseit június 3. és június 13. között játszották. A csoportban Brazília, Törökország, Kína és Costa Rica szerepelt.
A csoportból Brazília és Törökország jutott tovább. A mérkőzéseken 21 gól esett.

## Tabella
| Hely. | Csapat      | M | Gy | D | V | G+ | G– | Gk | P | Továbbjutás                                |
| ----- | ----------- | - | -- | - | - | -- | -- | -- | - | ------------------------------------------ |
| 1.    | Brazília    | 3 | 3  | 0 | 0 | 11 | 3  | +8 | 9 | Továbbjutott az egyenes kieséses szakaszba |
| 2.    | Törökország | 3 | 1  | 1 | 1 | 5  | 3  | +2 | 4 | Továbbjutott az egyenes kieséses szakaszba |
| 3.    | Costa Rica  | 3 | 1  | 1 | 1 | 5  | 6  | −1 | 4 |                                            |
| 4.    | Kína        | 3 | 0  | 0 | 3 | 0  | 9  | −9 | 0 |                                            |

## Mérkőzések
Használt rövidítések (magyar rövidítés – angol rövidítés – poszt):
| - KA – GK – kapus - V – DF – hátvéd - S – SW – söprögető - JV – RB – jobb oldali védő - KV – CB – középső védő - BV – LB – bal oldali védő - JSZV – RWB – jobb szélső védő - BSZV – LWB – bal szélső védő | - KP – MF – középpályás - VKP – DM – védekező középpályás - BKP – LM – bal oldali középpályás - KKP – CM – középső középpályás - JKP – RM – jobb oldali középpályás | - JSZ – RW – jobb szélső - BSZ – LW – bal szélső - TKP – AM – támadó középpályás | - CS – ST, FW – csatár - JCS – RF – jobb oldali csatár - KCS – CF – középső csatár - BCS – LF – bal oldali csatár |

Az időpontok helyi idő szerint (UTC+9), zárójelben magyar idő szerint (UTC+2) olvashatók.

### Brazília – Törökország
| 2002. június 3. 18:00 (11:00) |

| Brazília                           | 2–1               | Törökország     |
| ---------------------------------- | ----------------- | --------------- |
| Ronaldo 50' Rivaldo 87' (11-esből) | (0–1) Jegyzőkönyv | Hasan Şaş 45+2' |

| Ulszan Munszu Stadion, Ulszan Nézőszám: 33 842 Játékvezető: Kim Jongdzsu (dél-koreai) |

| Brazília | Törökország |

| KA                   | 1  | Marcos                  |     |     |
| KV                   | 4  | Roque Júnior            |     |     |
| KV                   | 3  | Lúcio                   |     |     |
| KV                   | 5  | Edmílson                |     |     |
| RWB                  | 2  | Cafu (csk)              |     |     |
| LWB                  | 6  | Roberto Carlos da Silva |     |     |
| KKP                  | 8  | Gilberto Silva          |     |     |
| KKP                  | 19 | Juninho Paulista        |     | 72' |
| JCS                  | 11 | Ronaldinho              |     | 67' |
| KCS                  | 9  | Ronaldo                 |     | 73' |
| BCS                  | 10 | Rivaldo                 |     |     |
| Cserék:              |    |                         |     |     |
| CS                   | 17 | Denílson                | 73' | 67' |
| KP                   | 18 | Vampeta                 |     | 72' |
| CS                   | 21 | Luizão                  |     | 73' |
| Szövetségi kapitány: |    |                         |     |     |
| Luiz Felipe Scolari  |    |                         |     |     |

| KA                   | 1  | Rüştü Reçber      |            |     |
| KV                   | 5  | Alpay Özalan      | 44′, 86′   |     |
| KV                   | 16 | Ümit Özat         |            |     |
| KV                   | 3  | Bülent Korkmaz    |            | 66' |
| JKP                  | 4  | Fatih Akyel       | 21'        |     |
| KKP                  | 8  | Tugay Kerimoğlu   |            | 88' |
| BKP                  | 20 | Hakan Ünsal       | 24′, 90+4′ |     |
| JSZ                  | 21 | Emre Belözoğlu    |            |     |
| TKP                  | 10 | Yıldıray Baştürk  |            | 66' |
| BSZ                  | 11 | Hasan Şaş         |            |     |
| KCS                  | 9  | Hakan Şükür (csk) |            |     |
| Cserék:              |    |                   |            |     |
| CS                   | 17 | İlhan Mansız      |            | 66' |
| KP                   | 22 | Ümit Davala       |            | 66' |
| CS                   | 6  | Arif Erdem        |            | 88' |
| Szövetségi kapitány: |    |                   |            |     |
| Şenol Güneş          |    |                   |            |     |

| A mérkőzés játékosa: Rivaldo (Brazília) Asszisztensek: Visva Nathan Krishnan (szingapúri) Vladimir Fernández Alfaro (salvadori) Negyedik játékvezető: Vítor Melo Pereira (portugál) |

### Kína – Costa Rica
| 2002. június 4. 15:30 (8:30) |

| Kína | 0–2               | Costa Rica           |
| ---- | ----------------- | -------------------- |
|      | (0–0) Jegyzőkönyv | Gómez 61' Wright 65' |

| Kvangdzsu Világbajnoki Stadion, Kvangdzsu Nézőszám: 27 217 Játékvezető: Kírosz Vasszárasz (görög) |

| Kína | Costa Rica |

| KA                   | 22 | Csiang Csin (Jiang Jin)      |     |     |
| JV                   | 21 | Hszü Jün-lung (Xu Yunlong)   | 72' |     |
| KV                   | 5  | Fan Cse-ji (Fan Zhiyi)       |     | 74' |
| KV                   | 14 | Li Vej-feng (Li Weifeng)     |     |     |
| BV                   | 4  | Vu Cseng-jing (Wu Chengying) |     |     |
| VKP                  | 8  | Li Tie                       | 60' |     |
| JKP                  | 7  | Szun Csi-haj (Sun Jihai)     |     | 26' |
| BKP                  | 9  | Ma Ming-jü (Ma Mingyu) (csk) |     |     |
| TKP                  | 18 | Li Hsziao-peng (Li Xiaopeng) | 77' |     |
| KCS                  | 10 | Hao Haj-tung (Hao Haidong)   |     |     |
| KCS                  | 20 | Jang Csen (Yang Chen)        |     | 66' |
| Cserék:              |    |                              |     |     |
| CS                   | 16 | Csü Po (Qu Bo)               |     | 26' |
| CS                   | 12 | Szu Mao-csen (Su Maozhen)    |     | 66' |
| KP                   | 11 | Jü Ken-vej (Yu Genwei)       |     | 74' |
| Szövetségi kapitány: |    |                              |     |     |
| Bora Milutinović     |    |                              |     |     |

| KA                   | 1  | Erick Lonnis (csk) |     |     |
| KV                   | 3  | Luis Marín         | 15' |     |
| KV                   | 4  | Mauricio Wright    |     |     |
| KV                   | 5  | Gilberto Martínez  |     |     |
| JKP                  | 15 | Harold Wallace     |     | 70' |
| KKP                  | 8  | Mauricio Solís     | 17' |     |
| KKP                  | 10 | Walter Centeno     | 85' |     |
| KKP                  | 11 | Rónald Gómez       | 79' |     |
| BKP                  | 22 | Carlos Castro      |     |     |
| KCS                  | 7  | Rolando Fonseca    |     | 57' |
| KCS                  | 9  | Paulo Wanchope     |     | 80' |
| Cserék:              |    |                    |     |     |
| CS                   | 17 | Hernán Medford     |     | 57' |
| CS                   | 16 | Steven Bryce       |     | 70' |
| KP                   | 6  | Wílmer López       |     | 80' |
| Szövetségi kapitány: |    |                    |     |     |
| Alexandre Guimarães  |    |                    |     |     |

| A mérkőzés játékosa: Rónald Gómez (Costa Rica) Asszisztensek: Carlos Matos (portugál) Jaap Pool (holland) Negyedik játékvezető: Anders Frisk (svéd) |

### Brazília – Kína
| 2002. június 8. 20:30 (13:30) |

| Brazília                                                                      | 4–0               | Kína |
| ----------------------------------------------------------------------------- | ----------------- | ---- |
| Roberto Carlos da Silva 15' Rivaldo 32' Ronaldinho 45' (11-esből) Ronaldo 55' | (3–0) Jegyzőkönyv |      |

| Csedzsu Világbajnoki Stadion, Szögvipo Nézőszám: 36 750 Játékvezető: Anders Frisk (svéd) |

| Brazília | Kína |

| KA                   | 1  | Marcos                  |     |     |
| KV                   | 3  | Lúcio                   |     |     |
| KV                   | 14 | Ânderson Polga          |     |     |
| KV                   | 4  | Roque Júnior            | 69' |     |
| RWB                  | 2  | Cafu (csk)              |     |     |
| LWB                  | 6  | Roberto Carlos da Silva |     |     |
| KKP                  | 19 | Juninho Paulista        |     | 70' |
| KKP                  | 8  | Gilberto Silva          |     |     |
| JCS                  | 10 | Rivaldo                 |     |     |
| KCS                  | 9  | Ronaldo                 |     | 72' |
| BCS                  | 11 | Ronaldinho              | 25' | 46' |
| Cserék:              |    |                         |     |     |
| CS                   | 17 | Denílson                |     | 46' |
| KP                   | 7  | Ricardinho              |     | 70' |
| CS                   | 20 | Edílson                 |     | 72' |
| Szövetségi kapitány: |    |                         |     |     |
| Luiz Felipe Scolari  |    |                         |     |     |

| KA                   | 22 | Csiang Csin (Jiang Jin)      |  |     |
| JV                   | 21 | Hszü Jün-lung (Xu Yunlong)   |  |     |
| KV                   | 17 | Tu Vej (Du Wei)              |  |     |
| KV                   | 14 | Li Vej-feng (Li Weifeng)     |  |     |
| BV                   | 4  | Vu Cseng-jing (Wu Chengying) |  |     |
| KKP                  | 8  | Li Tie                       |  |     |
| KKP                  | 15 | Csao Csün-csö (Zhao Junzhe)  |  |     |
| JKP                  | 18 | Li Hsziao-peng (Li Xiaopeng) |  |     |
| BKP                  | 9  | Ma Ming-jü (Ma Mingyu) (csk) |  | 62' |
| TKP                  | 19 | Csi Hung (Qi Hong)           |  | 66' |
| KCS                  | 10 | Hao Haj-tung (Hao Haidong)   |  | 75' |
| Cserék:              |    |                              |  |     |
| KP                   | 3  | Jang Pu (Yang Pu)            |  | 62' |
| KP                   | 6  | Sao Csia-ji (Shao Jiayi)     |  | 66' |
| CS                   | 16 | Csü Po (Qu Bo)               |  | 75' |
| Szövetségi kapitány: |    |                              |  |     |
| Bora Milutinović     |    |                              |  |     |

| A mérkőzés játékosa: Roberto Carlos da Silva (Brazília) Asszisztensek: Leif Lindberg (svéd) Bomer Fierro (ecuadori) Negyedik játékvezető: Ali Búdzsszajm (egyesült arab emírségekbeli) |

### Costa Rica – Törökország
| 2002. június 9. 18:00 (11:00) |

| Costa Rica | 1–1               | Törökország |
| ---------- | ----------------- | ----------- |
| Parks 86'  | (0–0) Jegyzőkönyv | Emre 56'    |

| Incshon Munak Stadion, Incshon Nézőszám: 42 299 Játékvezető: Coffi Codjia (benini) |

| Costa Rica | Törökország |

| KA                   | 1  | Erick Lonnis (csk) |     |     |
| KV                   | 5  | Gilberto Martínez  | 24' |     |
| KV                   | 4  | Mauricio Wright    |     |     |
| KV                   | 3  | Luis Marín         |     |     |
| JKP                  | 15 | Harold Wallace     |     | 77' |
| KKP                  | 10 | Walter Centeno     |     | 66' |
| KKP                  | 8  | Mauricio Solís     |     |     |
| KKP                  | 6  | Wílmer López       |     | 77' |
| KKP                  | 11 | Rónald Gómez       |     |     |
| BKP                  | 22 | Carlos Castro      | 43' |     |
| KCS                  | 9  | Paulo Wanchope     |     |     |
| Cserék:              |    |                    |     |     |
| CS                   | 17 | Hernán Medford     |     | 66' |
| KP                   | 12 | Winston Parks      |     | 77' |
| CS                   | 16 | Steven Bryce       |     | 77' |
| Szövetségi kapitány: |    |                    |     |     |
| Alexandre Guimarães  |    |                    |     |     |

| KA                   | 1  | Rüştü Reçber      |     |     |
| KV                   | 16 | Ümit Özat         |     |     |
| KV                   | 2  | Emre Aşık         | 20' |     |
| KV                   | 18 | Ergün Penbe       |     |     |
| RM                   | 4  | Fatih Akyel       |     |     |
| KKP                  | 8  | Tugay Kerimoğlu   | 45' | 88' |
| BKP                  | 21 | Emre Belözoğlu    | 89' |     |
| JSZ                  | 22 | Ümit Davala       |     |     |
| TKP                  | 10 | Yıldıray Baştürk  |     | 79' |
| BSZ                  | 11 | Hasan Şaş         |     |     |
| KCS                  | 9  | Hakan Şükür (csk) |     | 75' |
| Cserék:              |    |                   |     |     |
| CS                   | 17 | İlhan Mansız      |     | 75' |
| CS                   | 15 | Nihat Kahveci     |     | 79' |
| CS                   | 6  | Arif Erdem        |     | 88' |
| Szövetségi kapitány: |    |                   |     |     |
| Şenol Güneş          |    |                   |     |     |

| A mérkőzés játékosa: Paulo Wanchope (Costa Rica) Asszisztensek: Dramane Danté (mali) Brighton Mudzamiri (zimbabwei) Negyedik játékvezető: Óscar Ruiz (kolumbiai) |

### Costa Rica – Brazília
| 2002. június 13. 15:30 (8:30) |

| Costa Rica             | 2–5               | Brazília                                            |
| ---------------------- | ----------------- | --------------------------------------------------- |
| Wanchope 39' Gómez 56' | (1–3) Jegyzőkönyv | Ronaldo 10' 13' Edmílson 38' Rivaldo 62' Júnior 64' |

| Szuvon Világbajnoki Stadion, Szuvon Nézőszám: 38 524 Játékvezető: Gamál al-Gandúr (egyiptomi) |

| Costa Rica | Brazília |

| KA                   | 1  | Erick Lonnis (csk) |  |     |
| KV                   | 5  | Gilberto Martínez  |  | 74' |
| KV                   | 4  | Mauricio Wright    |  |     |
| KV                   | 3  | Luis Marín         |  |     |
| JKP                  | 15 | Harold Wallace     |  | 46' |
| KKP                  | 8  | Mauricio Solís     |  | 65' |
| KKP                  | 6  | Wílmer López       |  |     |
| KKP                  | 10 | Walter Centeno     |  |     |
| BKP                  | 22 | Carlos Castro      |  |     |
| KCS                  | 9  | Paulo Wanchope     |  |     |
| KCS                  | 11 | Rónald Gómez       |  |     |
| Cserék:              |    |                    |  |     |
| CS                   | 16 | Steven Bryce       |  | 46' |
| CS                   | 7  | Rolando Fonseca    |  | 65' |
| KP                   | 12 | Winston Parks      |  | 74' |
| Szövetségi kapitány: |    |                    |  |     |
| Alexandre Guimarães  |    |                    |  |     |

| KA                   | 1  | Marcos           |       |     |
| KV                   | 3  | Lúcio            |       |     |
| KV                   | 14 | Ânderson Polga   |       |     |
| KV                   | 5  | Edmílson         |       |     |
| RWB                  | 2  | Cafu (csk)       | 90+3' |     |
| LWB                  | 16 | Júnior           |       |     |
| KKP                  | 19 | Juninho Paulista |       | 61' |
| KKP                  | 8  | Gilberto Silva   |       |     |
| JCS                  | 20 | Edílson          |       | 57' |
| KCS                  | 9  | Ronaldo          |       |     |
| BCS                  | 10 | Rivaldo          |       | 72' |
| Cserék:              |    |                  |       |     |
| KP                   | 15 | Kléberson        |       | 57' |
| KP                   | 7  | Ricardinho       |       | 61' |
| CS                   | 23 | Kaká             |       | 72' |
| Szövetségi kapitány: |    |                  |       |     |
| Luiz Felipe Scolari  |    |                  |       |     |

| A mérkőzés játékosa: Júnior (Brazília) Asszisztensek: Vagih Ahmed Farag (egyiptomi) Egon Bereuter (osztrák) Negyedik játékvezető: Ľuboš Micheľ (szlovák) |

### Törökország – Kína
| 2002. június 13. 15:30 (8:30) |

| Törökország                     | 3–0               | Kína |
| ------------------------------- | ----------------- | ---- |
| Hasan Şaş 6' Bülent 9' Ümit 85' | (2–0) Jegyzőkönyv |      |

| Szöuli Világbajnoki Stadion, Szöul Nézőszám: 43 605 Játékvezető: Óscar Ruiz (kolumbiai) |

| Törökország | Kína |

| KA                   | 1  | Rüştü Reçber      |     | 35' |
| KV                   | 4  | Fatih Akyel       |     |     |
| KV                   | 2  | Emre Aşık         | 19' |     |
| KV                   | 3  | Bülent Korkmaz    |     |     |
| JKP                  | 22 | Ümit Davala       |     |     |
| KKP                  | 8  | Tugay Kerimoğlu   |     | 84' |
| BKP                  | 20 | Hakan Ünsal       |     |     |
| JSZ                  | 10 | Yıldıray Baştürk  |     | 70' |
| TKP                  | 11 | Hasan Şaş         | 81' |     |
| BSZ                  | 21 | Emre Belözoğlu    | 30' |     |
| KCS                  | 9  | Hakan Şükür (csk) |     |     |
| Cserék:              |    |                   |     |     |
| KA                   | 12 | Ömer Çatkıç       |     | 35' |
| CS                   | 17 | İlhan Mansız      |     | 70' |
| KP                   | 14 | Tayfur Havutçu    |     | 84' |
| Szövetségi kapitány: |    |                   |     |     |
| Şenol Güneş          |    |                   |     |     |

| KA                   | 22 | Csiang Csin (Jiang Jin) (csk) |       |     |
| JV                   | 21 | Hszü Jün-lung (Xu Yunlong)    |       |     |
| KV                   | 17 | Tu Vej (Du Wei)               |       |     |
| KV                   | 14 | Li Vej-feng (Li Weifeng)      | 62'   |     |
| BV                   | 4  | Vu Cseng-jing (Wu Chengying)  |       | 46' |
| JKP                  | 18 | Li Hsziao-peng (Li Xiaopeng)  |       |     |
| KKP                  | 8  | Li Tie                        |       |     |
| KKP                  | 15 | Csao Csün-csö (Zhao Junzhe)   |       |     |
| BKP                  | 3  | Jang Pu (Yang Pu)             | 45+1' |     |
| KCS                  | 10 | Hao Haj-tung (Hao Haidong)    |       | 73' |
| KCS                  | 20 | Jang Csen (Yang Chen)         |       | 73' |
| Cserék:              |    |                               |       |     |
| KP                   | 6  | Sao Csia-ji (Shao Jiayi)      | 58′   | 46' |
| KP                   | 11 | Jü Ken-vej (Yu Genwei)        |       | 73' |
| CS                   | 16 | Csü Po (Qu Bo)                |       | 73' |
| Szövetségi kapitány: |    |                               |       |     |
| Bora Milutinović     |    |                               |       |     |

| A mérkőzés játékosa: Hasan Şaş (Törökország) Asszisztensek: Ali Tomusange (ugandai) Curtis Charles (Antigua és Barbuda-i) Negyedik játékvezető: Byron Moreno (ecuadori) |